# 종횡가

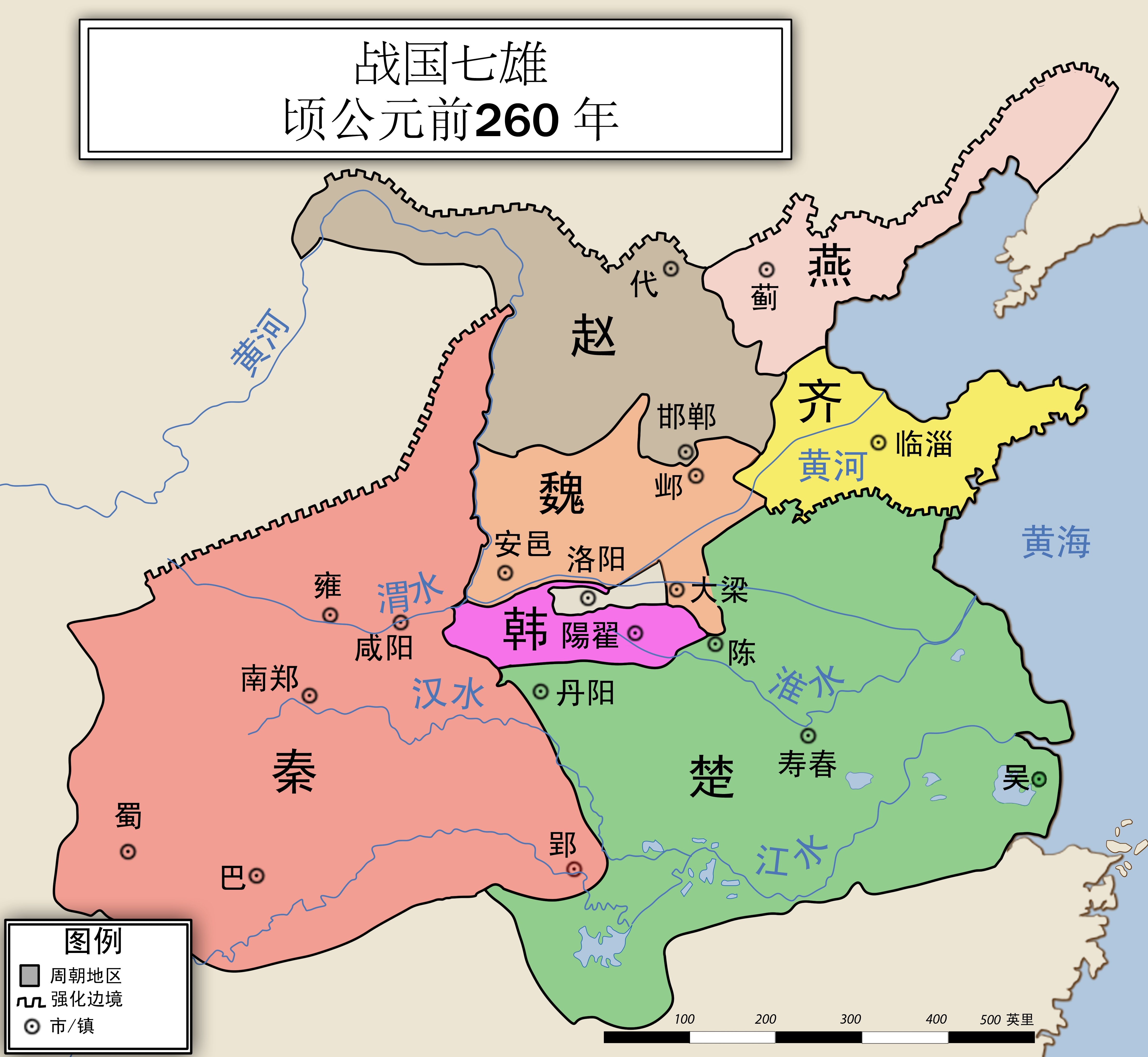
기원전 260년의 전국 칠웅 (중국어)

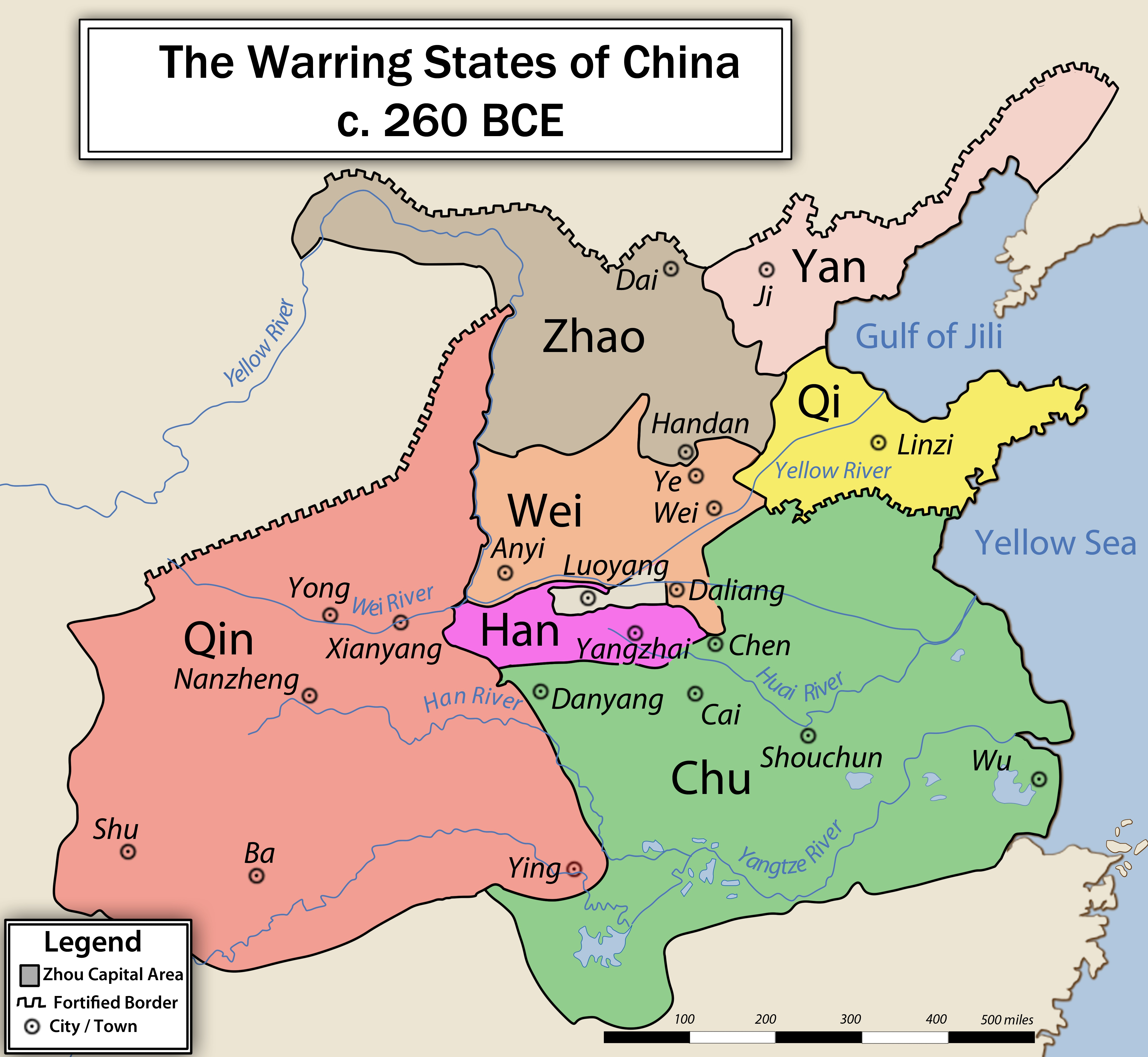
기원전 260년의 전국 칠웅 (영어)

종횡가(縱橫家)는 중국 춘추전국시대의 제자백가 가운데 하나이다.
종횡가란 열국(列國)을 돌아다니며 독특한 변설로 책략을 도모하는 사람들로 열국의 연합체를 조직시켜 그 힘의 균형을 이용해서 권력을 쟁취하려는 사상가들을 말한다.
종횡가의 시조는 귀곡선생(鬼谷先生) 또는 귀곡자(鬼谷子)이다. 종횡가는 책모(策謀)를 다해 지배자 계층간에 권력 투쟁을 야기시켜 놓고, 그 권력 투쟁을 이용하여 정권을 확보하는 일을 목표로 하였다.

## 귀곡선생
귀곡선생은 전국시대(戰國時代) 사람인 왕후(王詡)를 가리킨다. 하남성(河南省)의 귀곡(鬼谷)에 거주하였기 때문에 귀곡선생이라고 한다. 오늘날 《귀곡자(鬼谷子)》 12편이 존재하나 그것이 귀곡선생의 저서라고 하는 확증은 없다. 병가(兵家)인 손빈(孫臏)도 귀곡선생의 문인이었다는 말이 있으나, 귀곡선생의 문인으로서 가장 저명한 활동가는 소진(蘇秦) · 장의(張儀) 두 사람이다.

## 소진의 합종설
소진(蘇秦)은 낙양(洛陽) 사람이다. 당시 점차로 강대해진 진(秦)에 대하여 연(燕) · 위(魏) · 제(齊) · 조(趙) · 초(楚) · 한(韓)의 6국이 연합하여 진(秦)에 대항할 것을 득의에 찬 변설로 열국에 설파하였다. 이것을 합종설(合縱說)이라고 한다. 소진의 이 책략 때문에 진(秦)은 15년간 침략을 정지하였다. 소진의 동생인 소대(蘇代)도 소진과 힘을 합쳐서 합종(合縱)의 성립에 노력하였다.

## 장의의 연횡설
장의(張儀)는 위(魏)의 사람으로 소진과 함께 귀곡선생에게 배웠다. 소진 · 소대의 합종설에 대하여 6국이 연합, 진(秦)에 복종하여 섬길 것을 주장한 연횡설(連衡說)을 열국에 주창하였다. 한때 합종설의 세력에 패하여 위(魏)로 돌아가 그 재상이 되었으나 얼마 후에 그의 연횡설이 승리하였다. 이에 합종설의 주장자인 소진은 제(齊)에서 암살되었다.

## 참고 문헌
- 이 문서에는 다음커뮤니케이션(현 카카오)에서 GFDL 또는 CC-SA 라이선스로 배포한 글로벌 세계대백과사전의 "동양사상 > 동양의 사상 > 중국의 사상 > 제자백가의 사상 > 종횡가의 사상" 항목을 기초로 작성된 글이 포함되어 있습니다.